# Klasika Primavera 2018
La 64e édition de la Klasika Primavera a eu lieu le 8 avril 2018. Elle fait partie du calendrier UCI Europe Tour 2018 en catégorie 1.1.

## Présentation

### Équipes
| WorldTeam- Movistar Team Équipes continentales professionnelles (5)- Euskadi Basque Country-Murias - Caja Rural-Seguros RGA - Burgos-BH - Manzana Postobón - Rally Cycling Équipes continentales (9)- Team Ukyo - W52-FC Porto - Massi-Kuwait Team - Fundación Euskadi - Polartec-Kometa - Dare Gaviota - Java-Partizan - Lokosphinx - VIB Sports |
| |

## Classements

### Classement final
La course a été remportée par le Costaricien Andrey Amador (Movistar) devant son coéquipier Espagnol Alejandro Valverde et le Colombien Wilmar Paredes.
| \| Classement général \| Classement général \| Classement général \| Classement général \| Classement général \| \| Coureur \| Coureur \| Pays \| Équipe \| Temps \| \| ------------------ \| -------------------- \| ------------------ \| ---------------------- \| ------------------ \| \| 1er \| Andrey Amador \| Costa Rica \| Movistar Team \| 4 h 06 min 11 s \| \| 2e \| Alejandro Valverde \| Espagne \| Movistar Team \| + 0 s \| \| 3e \| Wilmar Paredes \| Colombie \| Manzana Postobón \| + 10 s \| \| 4e \| Carlos Betancur \| Colombie \| Movistar Team \| + 10 s \| \| 5e \| Dmitri Strakhov \| Russie \| Lokosphinx \| + 10 s \| \| 6e \| Gustavo César Veloso \| Espagne \| W52-FC Porto \| + 10 s \| \| 7e \| Nick Schultz \| Australie \| Caja Rural-Seguros RGA \| + 10 s \| \| 8e \| Alexander Evtushenko \| Russie \| Lokosphinx \| + 26 s \| \| 9e \| Sergio Higuita \| Colombie \| Manzana Postobón \| + 30 s \| \| 10e \| Bernardo Suaza \| Colombie \| Manzana Postobón \| + 30 s \| |                      |            |                        |                 |
| |                      |            |                        |                 |
| Source : ProCyclingStats |                      |            |                        |                 |
| Classement général |                      |            |                        |                 |
| Coureur | Coureur              | Pays       | Équipe                 | Temps           |
| 1er | Andrey Amador        | Costa Rica | Movistar Team          | 4 h 06 min 11 s |
| 2e | Alejandro Valverde   | Espagne    | Movistar Team          | + 0 s           |
| 3e | Wilmar Paredes       | Colombie   | Manzana Postobón       | + 10 s          |
| 4e | Carlos Betancur      | Colombie   | Movistar Team          | + 10 s          |
| 5e | Dmitri Strakhov      | Russie     | Lokosphinx             | + 10 s          |
| 6e | Gustavo César Veloso | Espagne    | W52-FC Porto           | + 10 s          |
| 7e | Nick Schultz         | Australie  | Caja Rural-Seguros RGA | + 10 s          |
| 8e | Alexander Evtushenko | Russie     | Lokosphinx             | + 26 s          |
| 9e | Sergio Higuita       | Colombie   | Manzana Postobón       | + 30 s          |
| 10e | Bernardo Suaza       | Colombie   | Manzana Postobón       | + 30 s          |